# Tierra Llana
La Tierra Llana (en euskera, Lur laua) es una antigua denominación administrativa de parte de Vizcaya, País Vasco (España), que en tiempos del señorío agrupaba los territorios y poblaciones que se regían, jurídicamente, por el fuero de Vizcaya, la legislación tradicional del señorío. Estaba compuesta por las anteiglesias organizadas en merindades.
Quedaban fuera de la tierra llana, con fueros diferentes, la ciudad y las villas, el Duranguesado y Las Encartaciones.